# Bulsa
Bulsa (em francês: Boulsa) é uma cidade burquinense, capital da província de Namentenga. Em 2012, sua população estava próximo de 20 875 habitantes.